# Trasformata Mojette
In analisi matematica, la trasformata Mojette è una trasformata di Radon discreta esatta. Il primo punto nuovo è di non utilizzare che addizioni e sottrazioni. Il secondo è di essere una trasformata ridondante, cioè che permette di approfittare di una informazione sovrabbondante disponendo di questa informazione tramite proiezioni.
È stata sviluppata dal 1994 dall'équipe di ricerca "Image Video Communication" (IVC) del Politecnico di Nantes nel laboratorio CNRS IRCCyN.
Questa trasformata utilizza la geometria discreta per assemblare l'informazione su un supporto geometrico discreto. questo supporto è in seguito proiettato dall'operatore Mojette in direzioni discrete per distribuire l'informazione iniziale su queste proiezioni.
Quando si dispone di sufficienti proiezioni, si può ricostruire l'informazione iniziale.
La trasformata Mojette è stata già utilizzata in numerosi settori applicativi, come: 
- la tomografia in ambito medico
- invio di pacchetti nelle reti informatiche
- immagazzinamento dati distribuito sui dischi o in rete
- la marchiatura digitale e la codifica delle immagini